# Сільвестре Ревуельтас

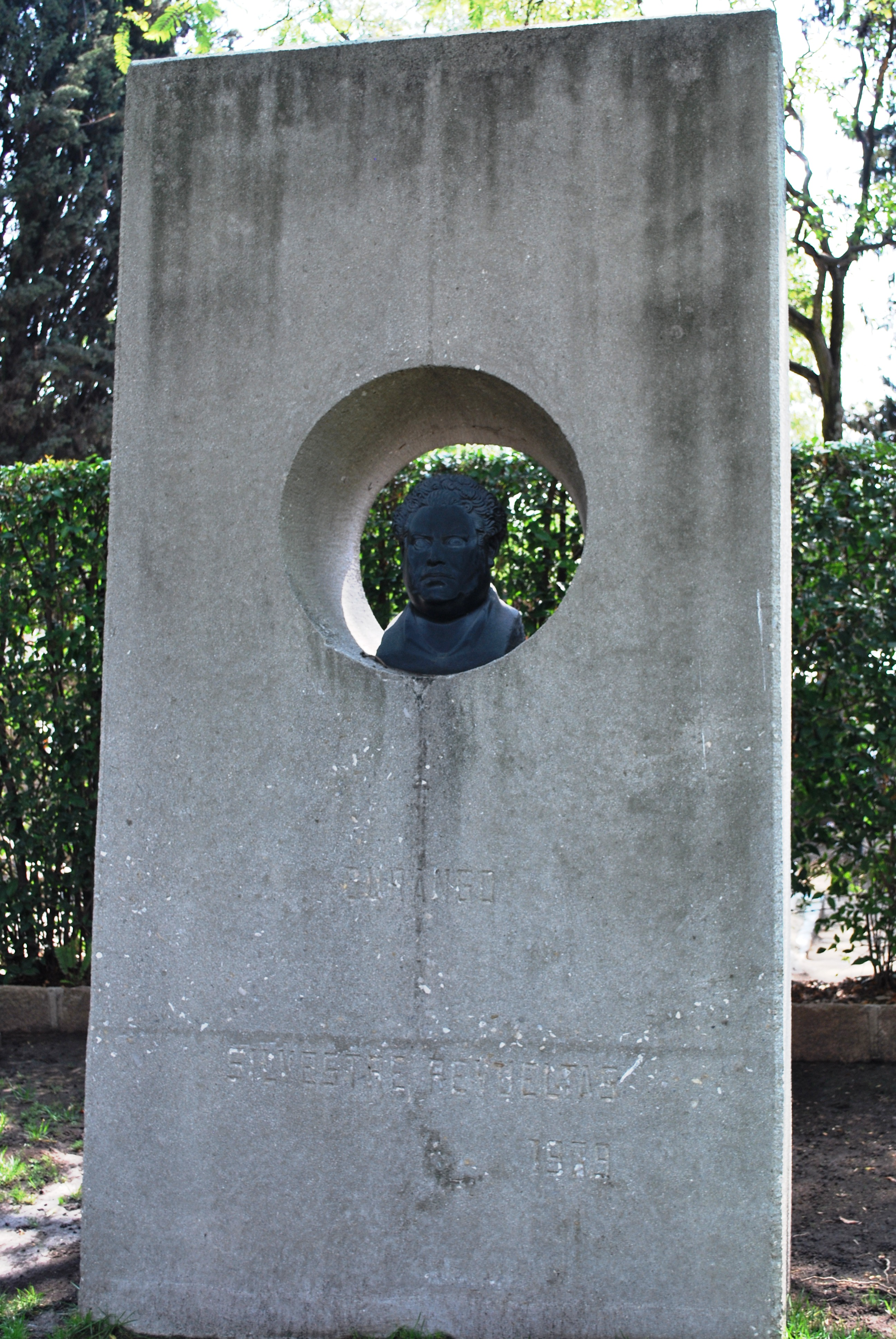
Надгробок Сільвестре Ревуельтаса в Національному пантеоні на цвинтарі Долорес в Мехіко

Сільвестре Ревуельтас Санчес (ісп. Silvestre Revueltas Sánchez; 31 грудня 1899, Сантьяго-Папаск'яро — 5 жовтня 1940, Мехіко) — мексиканський композитор, скрипаль і диригент. Найбільший національний музикант XX століття.

## Біографія
Походить з відомої родини, що дала країні великих письменників, художників та акторів: один з його братів — Хосе Ревуельтас Санчес (1914—1976) — відомий письменник і публіцист. Закінчив Національну консерваторію в Мехіко, учень Хосе Рокабруни (скрипка) і Рафаеля Тельо (композиція). Потім навчався в Університеті Святого Едварда в Остіні і Чиказькому музичному коледжі (в тому числі у Фелікса Боровського). Входив до авангардистської групи естрідентистів. Давав скрипкові концерти, виступав як диригент (асистент головного диригента Національного симфонічного оркестру Мексики), пропагандист новітньої музики. Дружив з Октавіо Пасом, Пабло Нерудою, Ніколасом Гільєном, Рафаелем Альберті, Давидом Альфаро Сікейрос. У роки Республіки і громадянської війни в Іспанії співпрацював з республіканськими силами, після перемоги Франко повернувся на батьківщину. Бідував, пив, хворів, потрапляв до психіатричних лікарень[джерело?]. Помер від запалення легенів.

## Творчість

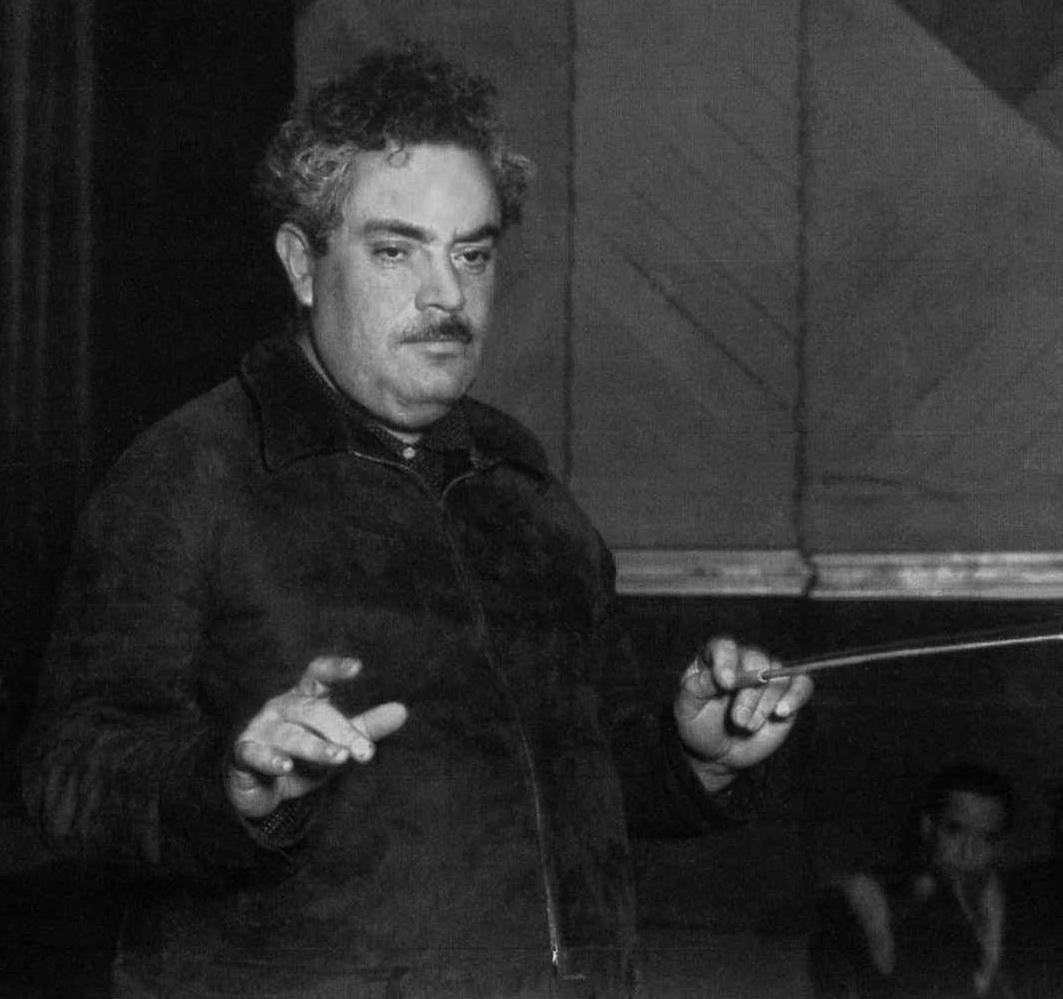
Сільвестре Ревуельтас

Працював в кіно, писав вокальну та симфонічну музику. Автор чотирьох струнних квартетів, декількох симфонічних поем, балетів «Гуляка-пуголовок» (ісп. El renacuajo paseador) і «Полковниця» (ісп. La Coronela, не завершений), камерно-інструментальних творів, музики для кіно.
| Каталог творів С. Ревуельтаса    | |
| рік                              | твір |
| 1918                             | Адажіо для фортеп'яно |
| 1924                             | Tragedia en forma de rábano (no es plagio) для фортеп'яно |
| Тисячі дев'ятсот двадцять чотири | El afilador для скрипки і фортеп'яно (версія для септету духових: 1929) |
| 1924                             | Прелюдія для скрипки і фортеп'яно |
| 1926                             | Елегія для голосу і фортеп'яно |
| 1926                             | Батік, 3 п'єси для камерного оркестру |
| 1929                             | П'єса для оркестру |
| 1929                             | П'єса для 12 інструментів |
| 1929                             | Cuatro pequeños trozos для 2-х скрипок |
| 1930                             | Cuarteto de cuerda n.º 1, струнний квартет № 1 |
| 1931                             | Пісня (1931/1939), для камерного оркестру |
| 1931                             | Дует качки і канарки, для голосу і камерного оркестру |
| 1931                             | Cuarteto de cuerda n.º 2 (Magueyes), струнний квартет № 2 |
| 1931                             | Cuarteto de cuerda n.º 3, струнний квартет № 3 |
| 1931                             | Вікна, для оркестру |
| 1931                             | Вуличні перехрестя, симфонічна поема |
| 1931                             | Мадригал для камерного оркестру |
| 1931                             | Ranas, для голосу і фортеп'яно |
| 1931                             | Куаунауак, симфонічна поема для струнного оркестру |
| 1932                             | Фарби, симфонічна поема |
| 1932                             | El tecolote, для голосу і фортеп'яно |
| 1932                             | Три п'єси для скрипка іфортеп'яно |
| 1932                             | Cuarteto n.º 4 «Música de feria», квартет № 4 |
| 1932                             | Скарбнички, симфонічна поема |
| 1932                             | Паріан, для оркестру |
| 1933                             | Toccata (sin fuga), для скрипки та оркестру |
| 1933                             | Троки, для оркестру |
| 1933                             | 8 x радіо, для групи інструментів |
| 1933                             | Ханітсіо (2.ª versión de 1936), для оркестру |
| 1933/35                          | Прогулянка пуголовка (hay 2.ª versión de 1936), ляльковий балет-пантоміма |
| 1934                             | Дороги, симфонічна поема |
| 1934                             | Danza Geométrica, для оркестру |
| 1934                             | Пласкості, для групи інструментів |
| 1934-35                          | Музика для фільму Мережі (originalmente denominada Pescados ) |
| 1935                             | Музика до фільму ¡Йдемо з Панчо Вільей!, |
| 1935-36                          | На честь Гарсія Лорки, для камерного оркестру |
| 1936                             | Музика до кінофільмів Дороги (reorquestación de la obra sinfónica homónima, 1933), музика для фільму |
| 1936                             | Amiga que te vas, для голосу і фортеп'яно |
| 1937                             | Caminando, для баритона і фортеп'яно |
| 1937                             | Сенсемайя, canto para matar a una culebra, симфонічна поема для камерного оркестру |
| 1937                             | Не знаю що ти думаєш …, для групи інструментів |
| 1938                             | First little serious piece, для групи інструментів |
| 1938                             | Second little serious piece, для камерного оркестру |
| 1938                             | Orquestación de música partisana: Un canto de guerra para los frentes populares, для оркестру |
| 1938                             | Orquestación de música partisana: Hacia la vida (Shostakovich), для оркестру |
| 1938                             | Escenas infantiles, для камерного оркестру |
| 1938                             | Música para la película La bestia negra, музика для фільму |
| 1938                             | Música para la película El Indio, музика для фільму |
| 1938                             | Música para la película Ferrocarriles de Baja California (dirigida en concierto por Revueltas bajo el nombre Музика для балаканини, y editada en forma de suite, como Пейзажі, por el director austriaco E. Kleiber), музика для фільму |
| 1938                             | Canto de una muchacha negra, для голосу і фортеп'яно |
| 1938                             | 7 пісень Гарсія Лорки [7 canciones], для голосу і фортеп'яно |
| 1938-39                          | Маршрути, для оркестру |
| 1938-39                          | дітки пісень [5] y dos canciones profanas, для голосу і фортеп'яно |
| 1939                             | Музика для балаканини (пейзажі), для камерного оркестру |
| 1939                             | Три Сонети (hora de junio), для групи інструментів |
| 1939                             | Música para la película El signo de la muerte, музика для фільму |
| 1939                             | La Noche de los Mayas (suite realizada por José Yves Limantour), для оркестру |
| 1939                             | Música para la película La noche de los mayas, музика для фільму |
| 1939                             | Алегро для фортеп'яно |
| 1939/40                          | Полковниця, балет (незавершена) |
| 1940                             | Este era un rey, музика до вистави для групи інструментів |
| 1940                             | Música para la película ¡Que viene mi marido!, Музика до фільму |
| 1940                             | Музика до фільму Ті, хто внизу |
| -                                | Orquestación de música partisana: Himno de la Internacional Socialista (de Pottier y De Gijter), для оркестру |
| -                                | Orquestación de música partisana: Himno Nacional Mexicano (de Nunó y Bocanegra), для оркестру (не закінчена) |